# Игнатьев, Пётр Степанович
Пётр Степанович Игнатьев (1802—1857) — генерал-майор, участник Крымской войны.

## Биография
Родился 11 июня 1802 года.
В военную службу вступил в феврале 1817 года в чине подпрапорщика в Фанагорийский гренадерский полк и 7 ноября того же года произведен в чин портупей прапорщика. 17 апреля 1818 года произведён в чин прапорщика, а 20 марта 1820 года — в чин подпоручика. 19 июля 1821 года произведён в чин поручика, а 7 июня 1825 года — в чин штабс-капитана. 14 июня 1826 года переведён в резервный батальон Великолуцкого пехотного полка и 29 июня прибыл к новому месту службы.
22 августа 1832 года «за отличие» произведён в майоры и 9 февраля 1833 года переведен в действующие батальоны Великолуцкого пехотного полка. 11 марта 1833 года назначен командиром резервного батальона 4-го морского полка. 7 августа 1837 года было объявлено Высочайшее благоволение за линейное учение и 9 августа произведён в подполковники Великолуцкого егерского полка. В октябре 1844 года был направлен в Каменец-Подольскую губернию для приёмки рекрутов и 20 января следующего года, выполнив поручение, вернулся в полк. 18 октября 1845 года в награду «отлично-ревностной службы» ему был пожалован орден Святого Владимира 4-й степени и 25 июня 1847 года «за отлично-усердную службу» произведён в полковники. 9 сентября того же года удостоился Высочайшего благоволения. 28 января 1849 года назначен командиром Смоленского пехотного герцога Веллингтона полка и 25 марта вступил в командование полком. 22 августа того же года награждён знаком за беспорочную службу XXV лет.
В 1849 году совершил поход в Венгрию в составе 1-й бригады 7-й пехотной дивизии и за отличие в сражениях с венгерскими войсками был награждён орденом Святой Анны 2-й степени.
В мае 1850 года Игнатьеву было объявлено Высочайшее благоволение за церковный парад, лагерный развод и линейное учение, а в сентябре 1852 года — Высочайшее благоволение за парад, линейное учение и стрельбу в цель и 22 декабря того же года пожалована императорская корона к ордену Святой Анны II степени. 22 августа 1853 года знаком за беспорочную службу XXX лет.
В 1854—1855 годах принимал участие в Крымской войне, отличился при форсировании реки Дунай, за что был награждён орденом Святого Владимира III степени. 8 сентября 1855 года произведён в генерал-майоры, командовал 2-й бригадой 8-й пехотной дивизии и за отличие в сражении при Черной речке был награждён золотой полусаблей с надписью «За храбрость».
Скончался 31 августа 1857 года, похоронен в родовом имении Сухошины Осташковского уезда.

## Награды
Среди прочих наград Игнатьев имел ордена:
- Орден Святого Георгия 4-й степени (17 декабря 1844 года, за беспорочную выслугу 25 лет в офицерских чинах, № 7211 по кавалерскому списку Григоровича — Степанова)
- Орден Святой Анны 2-й степени (1849 год, императорская корона к этому ордену пожалована в 1852 году)
- Орден Святого Владимира 3-й степени (1854 год)
- Золотая полусабля с надписью «За храбрость» (29 ноября 1855 года)
- Австрийский орден Железной короны 2-й степени (1850 год)